# Ehud Avriel
Ehud Avriel (în ebraică אהוד אבריאל, născut Georg Überall, n. 19 octombrie 1917, Viena, Austro-Ungaria – d. 27 august 1980, Tel Aviv, Israel) a fost un conducător sionist, ofițer de informații, diplomat și om politic israelian născut în Austria.
Colaborator apropiat al lui David Ben Gurion, Avriel a avut merite remarcabile în organizarea emigrației clandestine spre Palestina a mii de evrei europeni, amenințați de spectrul pieirii în anii ridicării Germaniei național-socialiste, de asemenea în achiziționarea de arme vitale pentru efortul de apărare al colectivității israeliene în anii războiului de independență din 1948-1949.
A fost, printre altele, ministru plenipotențiar al Israelului la Praga, la Budapesta și la București, ulterior ambasador în  Ghana, Congo-Léopoldville, Liberia și Italia, consul general la Chicago, director general adjunct în Ministerul de Externe, deputat în Knessetul israelian din partea partidului Mapai și președinte al Organizației Sioniste Mondiale.

### Copilăria și tinerețea
Ehud Avriel s-a născut  în anul 1917 într-o familie evreiască din Viena, sub numele de Georg Überall. A urmat studii liceale la Viena. A fost activ în mișcarea de tineret sionist Albastru-Alb (Blau Weiss) precum și în cadrul mișcării de pionierat sionist HeHalutz  din Austria al cărui secretar general a devenit.
La vârsta de 21 ani a fost directorul unei instituții a organizației Aliyat Hanoar care se ocupa cu transferarea de copii și adolescenți evrei în căminul național evreiesc (viitorul Israel) în constituire pe teritoriul Palestinei. După invadarea Austriei de către Hitler a fost activ în organizarea refugierii evreilor din Austria iar în cadrul eforturilor legate de acest scop a negociat cu Adolf Eichmann.

### Anii celui de-al Doilea Război Mondial
În decembrie 1939 a emigrat în Palestina (Eretz Israel) și s-a alăturat la Gaaton grupului de pionieri care au întemeiat în anul 1946 kibbutzul Neot Mordehay în nordul Galileei.
S-a înrolat în organizația evreiască subterană de apărare Haganá și a devenit activ în Comitetul de Salvare care căuta să ajute evreii să fugă din Europa invadată de naziști. 

### Ofițer de informații, diplomat și om politic israelian
După război a contribuit la organizarea emigrației ilegale (Aliya B) a evreilor spre Palestina, in conditiile in care puterea mandatară britanică redusese foarte multe cota de imigranți evrei. În 1946 a fost trimis în Cehoslovacia pentru a achiziționa în anii 1947-1949 arme pentru evreii din Palestina. La 29 iulie 1948  a fost numit de Statul Israel, de curând înființat ministru plenipotențiar (legat) la Praga și Budapesta. Împreună cu omul de afaceri Efraim Ilin Avriel a negociat cu guvernul cehoslovac condițiile importului de armament din aceasta țară, evident, cu știrea discretă a Uniunii Sovietice.În 1950 Avriel a fost numit legat al Israelului la București, unde a funcționat până în martie 1951, întorcându-se în Israel în aprilie.
În 1955-1957 a fost deputat in Knesset din partidului Mapai. A demisionat din parlament la 31 iulie 1957 și a revenit în serviciul diplomatic. A fost până în anul 1960 ambasador al Israelului în Ghana, Congo-Leopoldville și Liberia.    
După ce a fost în anii 1961-1965 director general adjunct al Ministerului de Externe, ]n 1965-1968 a fost trimis ca ambasador în Italia.
În 1974 a fost consul general al Israelului la Chicago. În anii 1977-1979, sub administrația Beghin a fost ambasador cu însărcinări speciale. 
Ehud Avriel a murit în anul 1980

## In Memoriam
- O piață în cartierul Neve Sharet din Tel Aviv și o sală în incinta Ministerului de Externe al Israelului la Ierusalim îi poartă numele.

## Cărți scrise
- Ehud Avriel, Open the Gates, Atheneum, New York, 1975. Pithu et hashearim פתחו את השערים  Sifriat Maariv, Tel Aviv (Deschideți porțile - Povestea personală a emigrației „ilegale” spre Israel)